# Caspar Christopher Brockenhuus (1722-1762)
 Der er flere personer med dette navn, se Caspar Christopher Brockenhuus (1649-1713).
Caspar Christopher Brockenhuus (16. april 1722 – 17. marts 1762) var en dansk godsejer og officer.
Han var søn af generalløjtnant Johan Frederik Brockenhuus og Christiane Frederikke Louise Giedde og arvede efter faderen herregårdene Bramstrup og Lindved. 1740 blev han kornet ved 2. jyske rytterregiment, 1742 løjtnant og forsat til 2. fynske regiment, 1745 ritmester, 1750 generaladjudant, 1753 sekondmajor, 1755 sekondoberstløjtnant, 1757 kammerherre, blev 1760 dispenseret for majors tjeneste og tog 1760 afsked fra Hæren som karakteriseret oberst.
Han er begravet i Nørre Lyndelse Kirke.